# Farkas Emőd
Dulházi, farkasfalvi Farkas Emőd (Álmosd, 1866. augusztus 10. – Budapest, 1920. november 1.) író, költő, hírlapíró.

## Élete

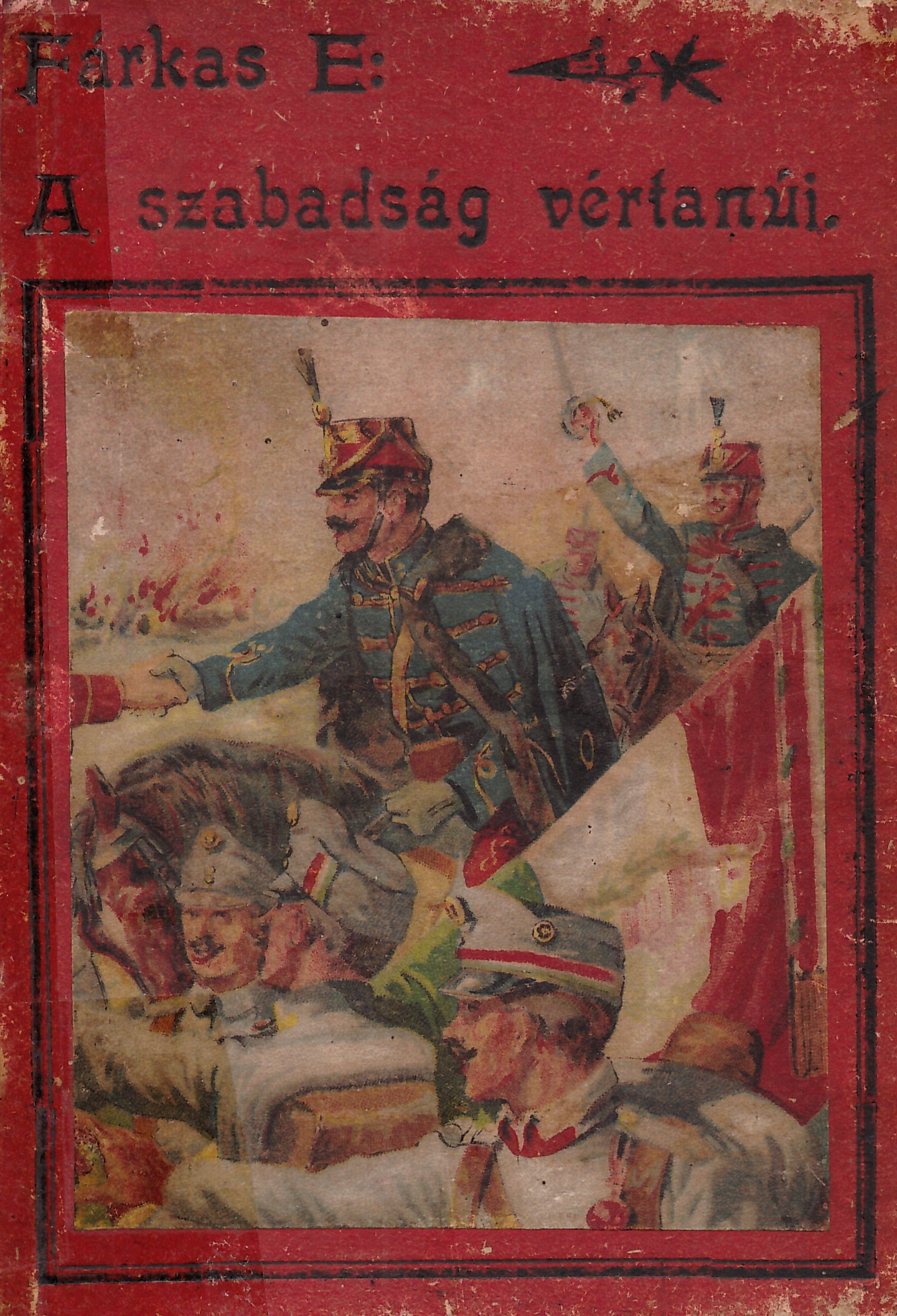
A szabadság vértanúi, 1907 (?)

Farkas Balázs kisdednevelő és Thanhoffer Róza fia. Középiskoláit az ungvári királyi katolikus főgimnáziumban végezte; 1885-89-ben a budapesti egyetemen bölcselethallgató volt. Tanított Sopronban a Csöndes-féle gimnáziumban, Rákospalotán a dr. Szabó Alajos-féle intézetben és a budapesti magyar királyi állatorvosi akadémián. 1890-91-ig a katonai évét szolgálta le és tiszti vizsgát tett; azután Rákospalotán nyert tanári alkalmazást. Sírja a Kerepesi úti temetőben található (37-5-40).
Első irodalmi cikke az Ungvári Közlönyben (1883. Ünnepeljük meg márczius 15-ét c.) jelent meg; ettől kezdve a nevezett lapban és az Ungban sűrűn jelentek meg tőle vezérczikkek, tárczák, vers és próza; 1885-86-ban a Függetlenség cz. politikai napilapnak belmunkatársa volt, melyben számos politikai és szépirodalmi dolgozata jelent meg névtelenűl vagy F. E. és f. e. jegyek alatt. Ezeken kívül a Magyar Geniusz, Ország-Világ, Egyetértés, Budapest, Képes Családi Lapok, Magyar Nők Lapja, A Hét, Üstökös, Magyarország sat c. lapokban jelentek meg tőle részint verses, részint prózai irodalmi dolgozatok.
2007 óta védett, helyreállított sírja a Fiumei úti sírkertben található (37-5-40), a Nemzeti sírkert része.

## Könyvei
- Reményeim. Budapest, 1887. (Apróbb költemények és három költői dolgozat: Petőfi halála, melylyel VII. oszt. tanuló korában pályadíjat nyert a Dajka-körben, Világos elegia és Dárius kincse, népies költői elbeszélés.)
- A szabadságharcz 1848-49-ben, hősköltemény-töredék. Budapest, 1888.
- Álmok, árnyak. Budapest, 1889. (Elbeszélések Botond névvel.)
- Margitszigeti vadrózsák. Ujabb költemények. Budapest, 1891.
- Bakaélet (humoros történetek a baka életből.) Budapest, 1892. arczk.
- Bakavilág. Budapest, 1892. (Humoros történetek.)
- Hogy tehetjük le a tiszti vizsgát? Budapest, 1892. (Tankönyv önkéntesek számára.)
- Azok a tisztek. Humoros történetek. Budapest, 1893. (Két kiadást ért.)
- Boszniában. Budapest, 1893. (Elbeszélések.)
- A józsefstadti kőkoporsó. Regényes korrajz a 48/49 utáni gyászidőkből, Budapest, 1900[6]
- Damjanich fiai. Regény a szabadságharcból, Budapest, 1902[7]
- Rákóczi lobogója alatt. Regényes korrajz, Budapest, 1903[8]
- A szabadság vértanui. Regényes korrajz a szabadságharczból, Budapest, 1907[9]
- Petőfi élete. Regényes korrajz, Budapest, 1909[10] (Petőfi-Könyvtár 11.)
- Magyarország Nagyasszonyai I-III., Budapest, 1911[11] (→ az I-II. kötet reprint kiadásban is megjelent)[12]
- Az 1848-49-iki szabadságharcz anekdota kincse, Budapest, 1911[13]
- Csataképek 1914. Kis történetek a nagy háboruból, Budapest, 1914[14]
- A gyermek kapitány. Regényes történet a szabadságharcból a tanulóifjuság számára, Budapest, é. n. [1910 k.][15]
- Diákhősök 48-ban. Regényes történet a szabadságharcból a tanulóifjuság számára, Budapest, é. n. [1910 k.][16]
- Egy rossz fiu története, Budapest, é. n. [1910 k.][17]
- Volt egyszer... Mesegyüjtemény, Budapest, 1923[18]

### Műfordítások
- May Károly: A feketék országában, Budapest, é. n. [1910 k.][19]
- May Károly: Mandarinok országában, Budapest, é. n. [1910 k.][20]